# 许良英
许良英（1920年5月3日—2013年1月28日），男，浙江临海人，中国科學史家、思想家、社会活动家。1942年毕业于浙江大学，1945年返校任教，1946年加入中国共产党，并领导创立了中国共产党在浙江大学的首个党组织，参与领导于子三惨案引发的学潮。1952年，转任中国科学院院刊《科学通报》编辑部，负责政治审查。1957年因反右运动被打倒，期间專於愛因斯坦的著作翻譯與研究工作。1978年平反，担任中国科学院自然科学史研究所研究员。1980年代以来开始反思革命经历，并积极参与并支持民主运动。2013年去世，享年92岁。

## 早年生平
许良英生於今浙江省临海市括苍镇张家渡村。父亲许则恭是本地的一名小地主，兼作木炭生意，在许良英四岁时即已去世，由母亲卢文香抚养。许良英是家中第四个子女，上有两个哥哥与一个姐姐，下有一个弟弟。1925年起，许良英就读于村中的立本小学，1928年参加学校举行的针对五三慘案的抗议活动，1929年转学至海门慈幼院。
1931年，受九一八事变影响，开始关注时事，反对国民党的不抵抗政策。1935年初中毕业后，进入国立浙江大学代办的浙江省立杭州高级工业职业学校电机科。1937年11月，浙大高工因应抗战转入内地，不久被浙江省教育厅解散，许良英遂于12月被迫辍学回家。1938年秋，许良英以同等学力考入国立浙江大学物理系；1939年2月，至广西宜山报到入学。1940年1月，随校到达贵州省遵义县，因浙大实施导师制，选定王淦昌为导师。

## 革命生涯
在遵义期间，许良英目睹当地民众的贫困与徭役，因而对国民党的腐败统治产生厌恶，遂开始阅读《现代唯物论》《辩证法的自然科学观》《中国的再生》等书籍，并于1941年皖南事变后开始期望加入中国共产党，随后加入浙大校内的进步学生团体黑白文艺社。1941年夏，选修《社会学》，完成两万五千字《基于社会发展史的中国科学史纲》一文，获得教授好评。1942年，他从浙江大学物理系毕业，许良英是束星北和王淦昌的学生，主要研究相对论和量子力学。毕业后，许良英前往桂林寻找初中同学，期望以此牵线加入中国共产党，但因为后者已经与共产党组织失去联系作罢。许良英于是留在桂林担任中学老师，并参与《科学知识》杂志的编辑。1944年桂柳会战后，日军占领桂林，许良英因此流浪，期间收到王淦昌的邀请而于1945年2月前往浙大物理系担任助教。
1946年夏，浙大回迁杭州，许良英取道重庆，在《新华日报》社加入中国共产党。回杭州后，许良英协助建立了浙大第一个党支部，并于1947年8月担任党支部书记，领导于子三事件期间的学生运动。1947年12月，中共杭州市工作委员会成立，许良英担任委员，负责分管中学和部分大学的地下党工作。1949年5月3日，解放军攻占杭州，许良英起草《告全市同学书》，呼吁纪念五四运动以及庆祝杭州解放。随后，调任中共杭州市委青年委员会，负责杭州市内大学及中学的党务工作，后又改任杭州市共青团团委学生部部长，并在镇压反革命运动中保护束星北。1950年，与一同参与中共地下党的浙大史地系毕业生王来棣成婚；同年，长子许成钢出生。

## 学术生涯
1951年夏，受中共浙江省委推荐获得赴苏联学习核物理学的资格，但因为错过时间而并未成行。1952年初，因中国科学院院刊《科学通报》受到中共中央宣传部和《人民日报》批评，时任中国科学院副院长、原浙江大学校长竺可桢将许良英调入《科学通报》编辑部负责政治把关。
1955年因为“反胡风和肃反运动”，被批判和停职审查一年。
1957年中國科學院哲學研究所自然辯證法研究室創建時，與于光遠一同擔任負責人。
1957年反右运动期間，许良英被划为右派，因抗拒強迫勞改的處置而被开除公職與黨籍，并遣送到老家接受勞改。在生活毫无保障、学术研究条件毫无保障、出版毫无希望的日子里，许良英翻译了《爱因斯坦文集》三卷共130万字。1962年編譯《愛因斯坦文集》，至1970年出版。
1978年5月，中共中央发布[1978]55号文件，即《贯彻中央关于全部摘掉右派分子帽子决定的实施方案》，许良英得以恢复党籍並回到北京市，被安排担任中国科学院自然科学史研究所研究员。

## 晚年反思
作为毛泽东以及中共专制独裁的直接受害者，年轻时参加中共的许良英在晚年也进行了很有趣的反思。1980年代末，许良英对一位前往他家中的访问者坦言，“当时（1940年代）我们痛恨国民党，就是因为感觉国民党政权的专制和腐败不可忍受，因此参加了共产党。哪想到后来共产党的专制和腐败比国民党更厉害。”
1985年3月，许良英和方励之联合发起纪念爱因斯坦逝世三十周年，在浙江大学举办学术讨论会。期间，浙江大学学生和研究生邀请许良英演讲“开放改革”，他推荐方励之讲。由于方的演讲影响很大，被当局认为是宣扬“资产阶级自由化”，中共中央纪律检查委员会决定要第二次开除方的党籍，只是由于时任总书记胡耀邦的作用，才拖延了一年多。不过也因此误传出许良英因演讲被开除了党籍。
1986年夏天，许良英與方勵之、劉賓雁共同發起次年舉辦《紀念反右運動三十周年學術討論會》，但因有被邀請者舉報而遭當局製止。1987年6月8日，陆铿在英属香港举办政治民主化研讨会，许良英寄去一篇文章。1989年，许良英写出政治民主化的联署信，42人签名，包括王淦昌、施雅風等。
1992年，许良英发表《没有政治民主，改革不可能成功》，呼吁政治体制改革；1994年他與妻子王來棣及丁子霖等發起《為改善我國人權狀況呼籲》公開信，並刊登在《纽约时报》头版。翌年发起《迎接联合国宽容年，呼唤实现国内宽容》公開信，全世界上千著名科學家、學者，包括國內數十名院士和著名知識分子、國際上十名諾貝爾獎得主聯署。
2006年，美国《纽约时报》发表专文《北京的爱因斯坦传人：一个为真理奋斗的叛逆者》讲述许良英的生平故事。2010年，他同学者邵建进行争论，提出应“走出复古迷津，重新回归‘五四’”。
2008年8月7日，在前往北京参加奥运会开幕前夕，美国当时的总统小布什在泰国首都曼谷发表有关美国对亚洲政策的讲话。小布什在讲话中敦促北京当局与时俱进，顺应世界和历史潮流，实行法治，尊重人权。他说，“正如中国科学家许良英所说：‘向往自由、平等，是人类的普遍人性’。”

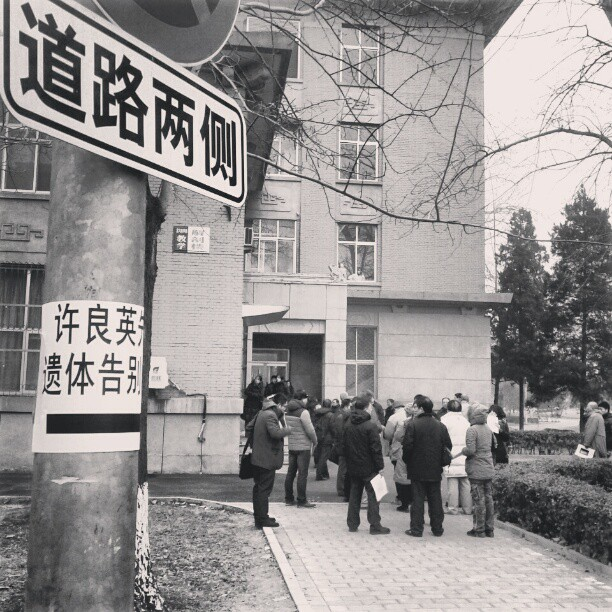
许良英遗体告别现场

2013年元旦前夕，其妻王來棣去世，許良英亦因肺部感染住进北京海淀醫院11樓重症監護室，病情一直反覆，約一月後的2013年1月28日13點25分因腦溢血去世，終年93歲。夫婦遺體一同捐獻給北京大學醫學部，遺體告別式於同月30日下午3時在北大醫學部西門遺體捐獻中心舉行。

## 作品

### 译著
- 爱因斯坦. . 北京市: 商务印书馆. 1976-1979（2009年增訂再版本）. ISBN 9787100071666.
- 爱因斯坦. . 北京市: 中央编译出版社. 2007: 182. ISBN 9787802114166.
- 约翰·施塔赫尔. . 上海市: 上海科技教育出版社. 2007: 167. ISBN 9787542843593.

### 编著
- . 辽宁省: 辽宁教育出版社. 2005: 254. ISBN 9787538274608.
- . 美國: 明鏡出版社. 2002: 254. ISBN 9789628744619.

## 亲属
- 妻子：王来棣（1926年1月2日-2012年12月31日），1949年毕业于浙江大学史地系，中国近代史学者，方向为中共早期党史、民主历史与理论。
- 儿子：许成钢（經濟學者，現為香港大學经济金融学院教授）[1]、许平（中国水利水电科学研究院结构材料所，水利专家，温控方面）。

## 荣誉奖项
| 年份   | 奖项                  | 是否得奖 | 备注  |
| ------ | --------------------- | -------- | ----- |
| 2008年 | 美国安德烈·萨哈洛夫奖 | 獲獎     | [ 1 ] |